# سامسونگ گلکسی تب ۱۰٫۱
گلکسی تب ۱۰٫۱ سامسونگ  یک تبلت کامپیوتری مبتنی بر اندروید است که توسط شرکت سامسونگ ساخته و طراحی شده و در ۲۲ مارس ۲۰۱۱ در مجمع CTIA Wirless در اورلاندو معرفی شد . در واقع این تبلت قسمتی از سری تبلت های Galaxy Tab سامسونگ می باشد که با یک صفحه نمایش ۱۰٫۱ و پردازنده ی دو هسته ای انویدیا تگرا ۲ با سرعت کلاک ۱ گیگاهرتز روانه ی بازار شد . 

## تاریخچه
سامسونگ برای اولین بار یک مدل جدید با عنوان Galaxy Tab را در ژانویه ۲۰۱۱ در کنگره ی جهانی موبایل در بارسلونا همراه با Samsung Galaxy S II به بازار معرفی کرد.مدل اصلی آن دارای یک صفحه نمایش ۱۰٫۱ اینچی با کیفیت HD و پردازنده دو هسته ای انویدیا تگرا ۲ می باشد و تحت سیستم عامل اندروید 3.0 Honeycomb اجرا می شود و با همکاری وودافون به بازار عرضه شد.این تبلت در مارس ۲۰۱۱ در ایالات متحده عرضه شد و در ماه آوریل وارد اروپا شد .